# Kanton Tessin
Das Tessin [tɛˈsiːn], (Kürzel TI; italienisch Ticino [tiˈtʃiːno], lombardisch Tesín, Tisín [teˈzin tiˈzin], französisch Tessin, rätoromanisch Tessinⓘ), amtlich italienisch Repubblica e Cantone Ticino (Republik und Kanton Tessin), ist ein Kanton in der Südschweiz. Der Hauptort ist Bellinzona, die bevölkerungsreichste Stadt Lugano. Bei Chiasso befindet sich der südlichste Punkt der Schweiz. Der südliche Teil des Kantons zählt zur grenzüberschreitenden schweizerisch-italienischen Metropolregion Tessin.
Im Tessin wird Italienisch und Lombardisch (Ticinese im Sopraceneri und Comasco-Lecchese im Sottoceneri) gesprochen; in der Gemeinde Bosco/Gurin ist Deutsch (Walserdeutsch) die altherkommene Sprache. Das Tessin ist – neben Graubünden – einer der beiden Schweizer Kantone mit Italienisch als Amtssprache.

## Geographie
Höchste Erhebung ist mit 3402 m ü. M. das Rheinwaldhorn (italienisch Adula); der tiefste Punkt liegt mit 193 m ü. M. am Lago Maggiore und ist zugleich der tiefste Punkt der Schweiz.
Zusammen mit den vier Bündner Südtälern Bergell (Val Bregaglia), Calancatal (Val Calanca), Misox (Valle Mesolcina) und Puschlav (Valposchiavo) bildet es die italienisch(sprachig)e Schweiz (Svizzera italiana).
Das Tessin macht den grössten Teil der italienischen Schweiz aus. Es liegt auf der Alpensüdseite und ist weitgehend von Italien umgeben; im Norden und Nordosten grenzt es an die Schweizer Kantone Wallis, Uri und Graubünden. Campione d’Italia bildet eine Enklave. Die Fläche beträgt 2812 Quadratkilometer, was 7 % der Gesamtfläche der Schweiz entspricht. Etwa ein Viertel des Gebiets gilt als unproduktiv, und ein Drittel ist bewaldet. Wichtige Akzente setzen die beiden grossen Seen Langensee (Lago Maggiore oder Verbano) und Luganersee (Lago di Lugano oder Ceresio).

### Gewässer
Seinen Namen hat der Kanton vom Fluss Tessin (Ticino), der auf der Südseite des Gotthardmassivs am Nufenenpass entspringt, das Bedrettotal (Val Bedretto) und die Leventina (Valle Leventina) in Richtung Südost durchfliesst, um dann, ab der Kantonshauptstadt Bellinzona nach Westen durch die Magadinoebene fliessend, in den Langensee zu münden.

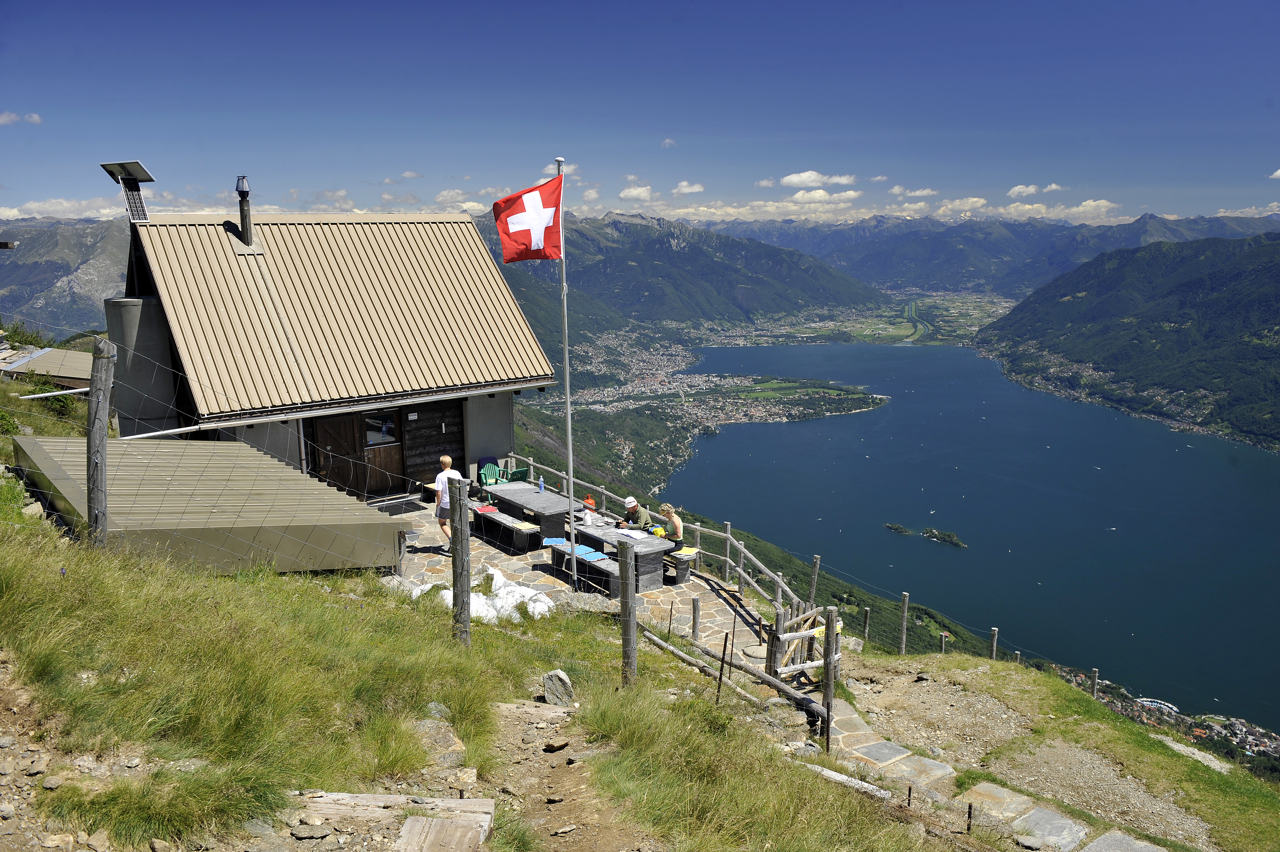
Lago Maggiore, von der Berghütte Al Legn oberhalb Brissago aus gesehen

Hauptzuflüsse auf diesem Weg sind der Brenno aus dem Bleniotal (Valle di Blenio) und die Moesa aus dem bündnerischen Misox. Auch der übrige Teil des nördlich des Monte Ceneri gelegenen Kantonsteils (Sopraceneri) wird in den Lago Maggiore entwässert, nämlich durch die Flüsse Maggia und Verzasca. Der südliche Kantonsteil (Sottoceneri) entwässert grösstenteils in den Luganersee und von dort über die Tresa ebenfalls in den Langensee, dessen Abfluss – wiederum «Ticino» genannt – wenig unterhalb der Stadt Pavia in den Po mündet.
Teile des südlichsten «Zipfels» der Schweiz, des Mendrisiotto, entwässern zwar ebenfalls letztlich in den Po, aber nicht über den Tessin. Aus dem Muggiotal kommend durchfliesst die Breggia den Talkessel von Chiasso und vereinigt sich im Comersee mit dem Wasser der Adda. Das westliche Mendrisiotto wird vom Flüsschen Gaggiolo durchflossen, das unter dem Namen «Rio Ranza» (auch «Rio Ranzo» oder «Rio Lanza») bei Malnate in der italienischen Provinz Varese in die Olona mündet, ebenfalls ein Nebenfluss des Po.

### Vegetation

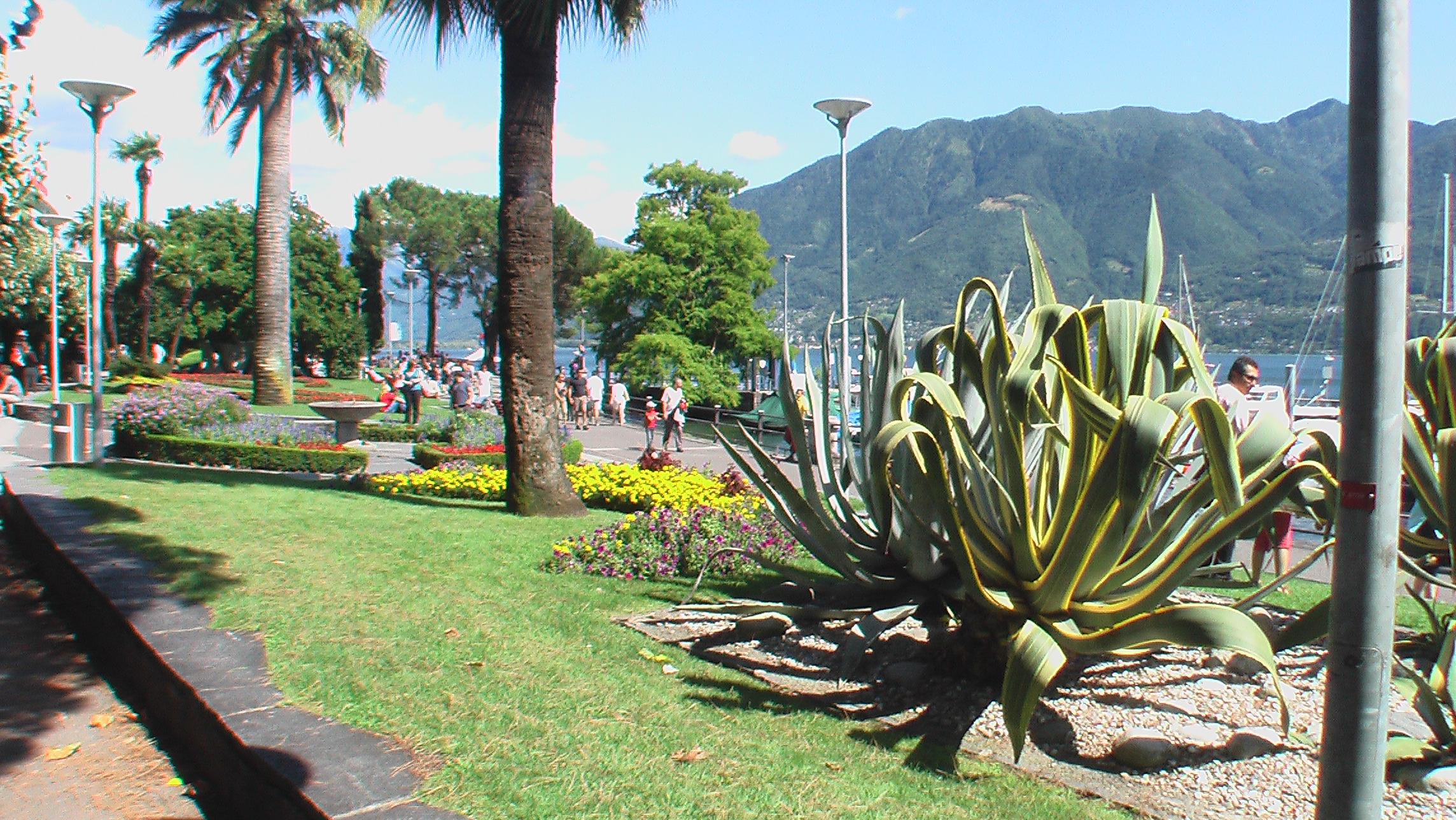
Uferpromenade in Locarno

Unter der reichhaltigen Flora erwähnenswert sind die ausgedehnten Wälder von Edelkastanien. Sie gibt es sonst nur noch in wenigen Weltgegenden in dieser Reinheit und Fläche. Zudem gedeihen im Tessin Palmen, Zypressen und andere Mittelmeerpflanzen. Daher wird der Kanton als «Sonnenstube der Schweiz» bezeichnet.
Auf dem Monte Verità oberhalb von Ascona wächst grüner Tee. Dank des milden Klimas am Lago Maggiore gedeihen die Teepflanzen der Art Camellia sinensis hervorragend.

## Bevölkerung
Per 31. Dezember 2023 betrug die Einwohnerzahl des Kantons Tessin 357'720. Die Bevölkerungsdichte liegt mit 127 Einwohnern pro Quadratkilometer unter dem Schweizer Durchschnitt (217 Einwohner pro Quadratkilometer). Der Ausländeranteil (gemeldete Einwohner ohne Schweizer Bürgerrecht) bezifferte sich am 31. Dezember 2023 auf 29,1 Prozent, während landesweit 27,0 Prozent Ausländer registriert waren. Per 30. Juni 2021 betrug die Arbeitslosenquote 2,8 Prozent gegenüber 2,8 Prozent auf eidgenössischer Ebene. Mit einer durchschnittlichen Lebenserwartung von 85,2 Jahren im Jahre 2018 gegenüber einem Schweizer Durchschnitt von 83,8 war das Tessin die Region mit der europaweit zweithöchsten Lebenserwartung.

### Sprachen
Im Tessin ist Italienisch die Amtssprache. 87,7 Prozent haben Italienisch als Hauptsprache, 10,8 Prozent Deutsch, 5,1 Prozent Französisch (Mehrfachangabe war möglich). Im Weiteren war Englisch mit 3,1 Prozent vertreten.
Ein grosser, allerdings im Abnehmen begriffener Teil der Bevölkerung spricht lokale Dialekte, die zum Lombardischen gehören («Ticinés»). Nach der Volkszählung von 2000 sprachen im Tessiner Alltag 14 Prozent ausschliesslich Lombardisch und 40 Prozent sowohl Lombardisch als auch Standarditalienisch. Da die norditalienischen Dialekte der Lombardei (inklusive italienischsprachiger Schweiz), des Piemonts, Liguriens und der Emilia-Romagna einen galloitalischen Hintergrund besitzen, ergeben sich Parallelen zum Französischen wie Apokope sowie palatale «ö» und «ü». Im Tessiner Dialekt heisst es zum Beispiel:

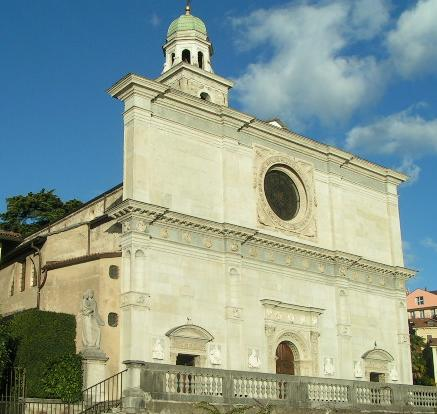
Die Kathedrale San Lorenzo in Lugano, Bischofskirche des Bistums Lugano, das den Kanton Tessin umfasst

un om al gheva dü fiöö [un ˈom al gˈeva dy(ː) ˈfjøː], auf Standarditalienisch würde man sagen: «un uomo aveva due figli» (ein Mann hatte zwei Söhne). «Herz» heisst im Dialekt cör [køːr], ähnlich wie das französische «cœur» [kœr] und nicht wie standarditalienisch «cuore» [kwɔre]. Und «500 Schweine» (cinquecento maiali) heisst auf Tessinerisch cinc-cent ciügn [ʧinˈʧeːn(t) ˈʧyɲ].
Der dialektale Wortschatz und die Volkskultur des Tessins und Südbündens werden vom Vocabolario dei dialetti della Svizzera italiana dokumentiert.
Eine Besonderheit stellt die Walsergemeinde Bosco/Gurin dar, in der Deutsch die herkömmliche (aber nicht amtliche) Sprache ist.
Im Kanton Tessin wird die Tessiner Gebärdensprache verwendet, die Lingua dei segni della Svizzera italiana (LIS-SI). Sie ist ein Dialekt der Lingua dei Segni Italiana (LIS). LIS-SI gehört wie die Deutschschweizer Gebärdensprache und die Westschweizer Gebärdensprache zur Familie der französischen Gebärdensprachen. Die Tessiner Gebärdensprache kennt zwei Varietäten (Bellinzona und Lugano).

### Religionen – Konfessionen
Das Tessin ist stark katholisch geprägt. Die Mehrheit der Tessiner Bevölkerung ist Mitglied der römisch-katholischen Kirche (70,0 Prozent der Wohnbevölkerung 2019), die im Bistum Lugano organisiert ist.
Gemäss einer schweizweiten Umfrage des Bundesamtes für Statistik (BFS) bei 200'000 Personen ab 15 Jahren gaben 2012 69,6 Prozent der Befragten im Tessin an, römisch-katholisch zu sein, 4,4 Prozent waren evangelisch-reformiert, und 5,3 Prozent gehörten anderen christlichen Kirchen an. Weitere 2,0 Prozent bekannten sich zu einer islamischen Gemeinschaft, 0,1 Prozent zum Judentum und 0,5 Prozent zu weiteren Religionsgemeinschaften. 16,2 Prozent bezeichneten sich als konfessionslos. Seit 1980 hat das Tessin eine Syrisch-Orthodoxe Gemeinde, ihre Zahl beziffert sich auf ca. 420 Familien. Hierbei handelt es sich um Assyrer, die bis heute Aramäisch als Muttersprache pflegen. Diese orientalischen Christen stammen hauptsächlich aus dem Tur-Abdin (Südosttürkei) sowie aus Syrien und dem Libanon.

### Entvölkerung der Bergtäler
Bis Anfang des 20. Jahrhunderts war das Tessin ein ländlich geprägter Kanton. Mitte des 19. Jahrhunderts lebte ein Drittel der Bevölkerung in Dörfern über 600 m, heute sind es 7 Prozent.

## Verfassung und Politik
Die aktuelle Kantonsverfassung datiert vom 14. Dezember 1997 (mit seitherigen Änderungen).

### Legislative

#### Grosser Rat

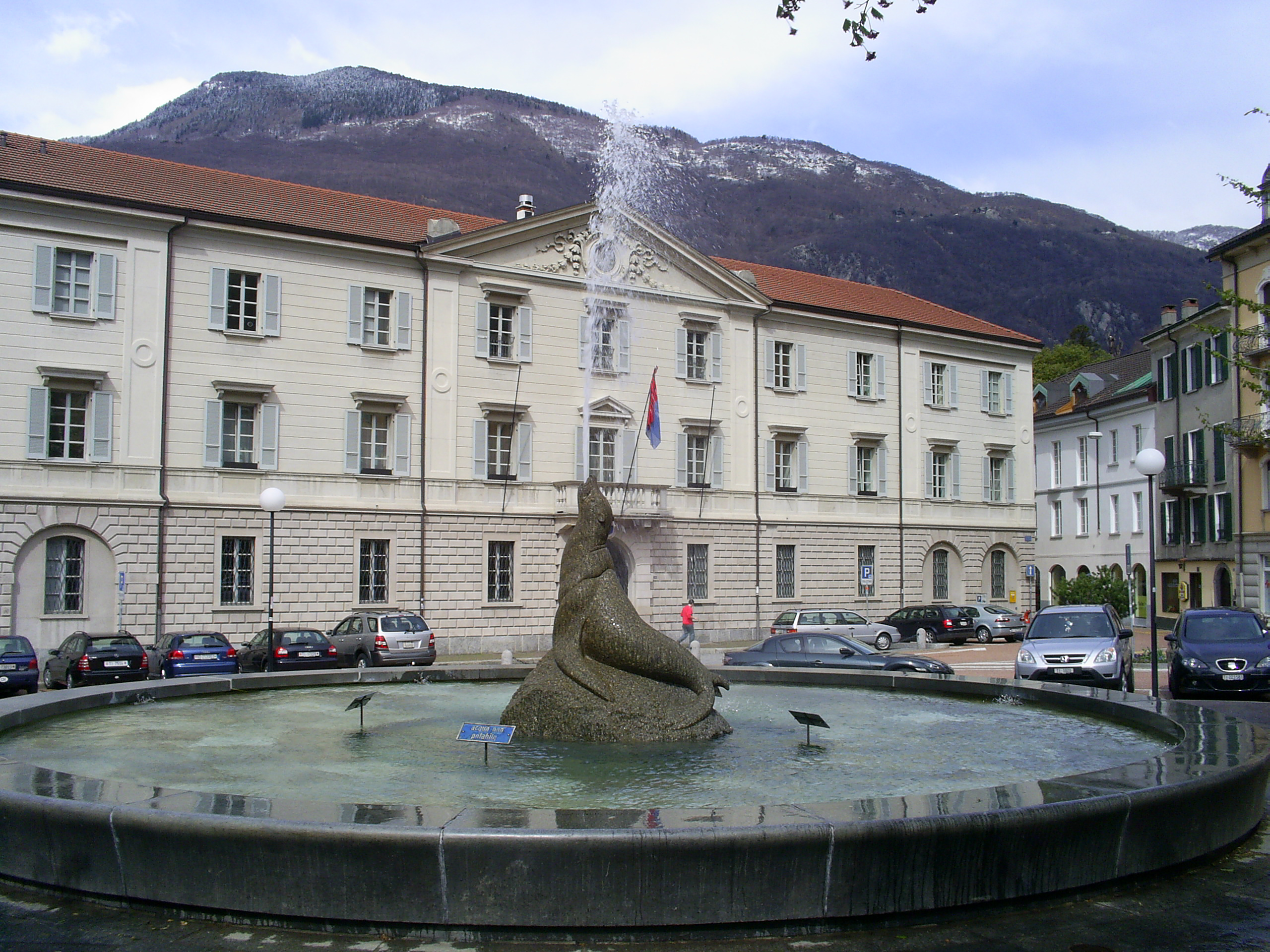
Der Sitz der Kantonsregierung in Bellinzona

Gesetzgebendes Organ (Legislative) ist der Grosse Rat (Gran Consiglio), wie das Kantonsparlament im Tessin heisst. Er umfasst 90 Mitglieder, die alle vier Jahre in einem einzigen Wahlkreis nach dem Proporzwahlrecht (Verhältniswahl) gewählt werden.
Seit der Wahl vom 2. April 2023 verteilen sich die Sitze im Kantonsparlament wie folgt:
| Partei (italienische Bezeichnung)                | Partei (deutsche Bezeichnung)                           | Sitze 2023 | Sitzverteilung 2023 |
| ------------------------------------------------ | ------------------------------------------------------- | ---------- | --- |
| Partito liberale radicale ticinese (PLRT)        | FDP.Die Liberalen (FDP)                                 | 21         | Insgesamt 90 Sitze - MPS: 2 - PC: 2 - Grüne: 5 - SP: 12 - Più Donne: 2 - ATL: 3 - GLP: 2 - Mitte: 16 - FDP: 21 - Lega: 14 - SVP: 9 - HET: 2 |
| il Centro + GdC                                  | Die Mitte                                               | 16         | Insgesamt 90 Sitze - MPS: 2 - PC: 2 - Grüne: 5 - SP: 12 - Più Donne: 2 - ATL: 3 - GLP: 2 - Mitte: 16 - FDP: 21 - Lega: 14 - SVP: 9 - HET: 2 |
| Lega dei Ticinesi (Lega)                         | Liga der Tessiner (Lega)                                | 14         | Insgesamt 90 Sitze - MPS: 2 - PC: 2 - Grüne: 5 - SP: 12 - Più Donne: 2 - ATL: 3 - GLP: 2 - Mitte: 16 - FDP: 21 - Lega: 14 - SVP: 9 - HET: 2 |
| Partito socialista svizzero (PS)                 | Sozialdemokratische Partei der Schweiz (SP)             | 12         | Insgesamt 90 Sitze - MPS: 2 - PC: 2 - Grüne: 5 - SP: 12 - Più Donne: 2 - ATL: 3 - GLP: 2 - Mitte: 16 - FDP: 21 - Lega: 14 - SVP: 9 - HET: 2 |
| Unione democratica di centro (UDC)               | Schweizerische Volkspartei (SVP)                        | 09         | Insgesamt 90 Sitze - MPS: 2 - PC: 2 - Grüne: 5 - SP: 12 - Più Donne: 2 - ATL: 3 - GLP: 2 - Mitte: 16 - FDP: 21 - Lega: 14 - SVP: 9 - HET: 2 |
| I Verdi Ticinesi (VERDI)                         | Grüne Tessin                                            | 05         | Insgesamt 90 Sitze - MPS: 2 - PC: 2 - Grüne: 5 - SP: 12 - Più Donne: 2 - ATL: 3 - GLP: 2 - Mitte: 16 - FDP: 21 - Lega: 14 - SVP: 9 - HET: 2 |
| Avanti con Ticino & Lavoro (ATL)                 | Vorwärts Tessin & Arbeit                                | 03         | Insgesamt 90 Sitze - MPS: 2 - PC: 2 - Grüne: 5 - SP: 12 - Più Donne: 2 - ATL: 3 - GLP: 2 - Mitte: 16 - FDP: 21 - Lega: 14 - SVP: 9 - HET: 2 |
| HelvEthica Ticino (HET)                          | HelvEthica Tessin                                       | 02         | Insgesamt 90 Sitze - MPS: 2 - PC: 2 - Grüne: 5 - SP: 12 - Più Donne: 2 - ATL: 3 - GLP: 2 - Mitte: 16 - FDP: 21 - Lega: 14 - SVP: 9 - HET: 2 |
| Più Donne (Più Donne)                            | Mehr Frauen                                             | 02         | Insgesamt 90 Sitze - MPS: 2 - PC: 2 - Grüne: 5 - SP: 12 - Più Donne: 2 - ATL: 3 - GLP: 2 - Mitte: 16 - FDP: 21 - Lega: 14 - SVP: 9 - HET: 2 |
| Partito Comunista (PC) – Partei der Arbeit (POP) | Kommunistische Partei – Partei der Arbeit               | 02         | Insgesamt 90 Sitze - MPS: 2 - PC: 2 - Grüne: 5 - SP: 12 - Più Donne: 2 - ATL: 3 - GLP: 2 - Mitte: 16 - FDP: 21 - Lega: 14 - SVP: 9 - HET: 2 |
| Movimento per il socialismo (MPS)                | Bewegung für den Sozialismus                            | 02         | Insgesamt 90 Sitze - MPS: 2 - PC: 2 - Grüne: 5 - SP: 12 - Più Donne: 2 - ATL: 3 - GLP: 2 - Mitte: 16 - FDP: 21 - Lega: 14 - SVP: 9 - HET: 2 |
| PVL e GVL                                        | Grünliberale Partei (GLP) und Junge Grünliberale (JGLP) | 02         | Insgesamt 90 Sitze - MPS: 2 - PC: 2 - Grüne: 5 - SP: 12 - Più Donne: 2 - ATL: 3 - GLP: 2 - Mitte: 16 - FDP: 21 - Lega: 14 - SVP: 9 - HET: 2 |

#### Direkte Demokratie
Verfassungsänderungen unterliegen dem obligatorischen Referendum und sind damit zwingend der Volksabstimmung zu unterbreiten (Art. 82 Kantonsverfassung (KV)). Dem fakultativen Referendum unterliegen Gesetzeserlasse bzw. -änderungen, rechtsetzende Dekrete mit allgemeinverbindlichem Charakter, Ausgabenbeschlüsse über einmalige Ausgaben von mehr als einer Million Franken bzw. jährlich wiederkehrenden Ausgaben von mehr als 250'000 Franken sowie rechtsetzende Staatsverträge, wenn dies innert 60 Tagen nach der Veröffentlichung des Begehrens im Amtsblatt von mindestens 7000 Stimmberechtigten oder von einem Fünftel der Gemeinden verlangt wird (Art. 42 ff. KV).
Das Volk kann in Form einer Gesetzesinitiative selbst Gesetze und Gesetzesänderungen vorschlagen, wenn 7000 Stimmberechtigte innert 100 Tagen nach Veröffentlichung des Begehrens im Amtsblatt einen dahingehenden Vorschlag unterstützen (Art. 37 ff. KV). Initiativen auf Verfassungsänderungen bedürfen der Unterstützung von 10'000 Stimmberechtigten; auch hierzu müssen die Unterschriften innert 100 Tagen nach Veröffentlichung des Initiativbegehrens im Amtsblatt gesammelt werden (Art. 82 ff. KV).

### Exekutive
Oberstes vollziehendes bzw. ausführendes Organ (Exekutive) ist der Staatsrat (Consiglio di Stato), wie die Kantonsregierung im Tessin heisst. Er besteht aus fünf Mitgliedern, die alle vier Jahre in einem einzigen Wahlkreis vom Volk direkt nach dem Proporzwahlrecht gewählt werden. Aus ihren Reihen wählen die Mitglieder des Staatsrates jeweils für ein Jahr den Präsidenten.
15'000 Stimmberechtigte können verlangen, dass eine Volksabstimmung über die Absetzung des Staatsrats stattfindet. Der Grosse Rat kann ein Mitglied des Staatsrates mit der absoluten Mehrheit seiner Stimmen abberufen.
| Staatsrat                | Amtsbezeichnung                                                     | Partei  | Departement                                                                                                  |
| ------------------------ | ------------------------------------------------------------------- | ------- | --- |
| Christian Vitta          | Presidente del Consiglio di Stato Präsident des Staatsrates         | FDP/PLR | Dipartimento delle finanze e dell’economia (DFE) Departement für Finanzen und Wirtschaft                     |
| Norman Gobbi             | Vicepresidente del Consiglio di Stato Vizepräsident des Staatsrates | Lega    | Dipartimento delle istituzioni (DI) Departement für Inneres, Justiz und Polizei                              |
| Raffaele De Rosa         | Consigliere di Stato Staatsrat                                      | DM/AdC  | Dipartimento della sanità e della socialità (DSS) Departement für Gesundheit und Soziales                    |
| Marina Carobbio Guscetti | Consigliera di Stato Staatsrätin                                    | SP/PS   | Dipartimento dell’educazione, della cultura e dello sport (DECS) Departement für Erziehung, Kultur und Sport |
| Claudio Zali             | Consigliere di Stato Staatsrat                                      | Lega    | Dipartimento del territorio (DT) Departement für Bau, Umwelt und Verkehr                                     |

Das Amt des Staatsschreibers (Cancelliere dello Stato) hat Arnoldo Coduri inne.

### Judikative
Die Zivilgerichtsbarkeit wird durch die Friedensrichter (Giudice di Pace; Schlichtungsbehörde), die Pretori (in erster Instanz) und das Appellationsgericht (Tribunale di appello; in zweiter Instanz) ausgeübt, die Strafgerichtsbarkeit durch das Strafgericht (Tribunale penale cantonale) und die Pretura penale (beide in erster Instanz), das Appellationsgericht (Corte di appello e di revisione penale; in zweiter Instanz) und den Jugendrichter. Das Geschworenengericht wurde 2011/2012 nach Inkrafttreten der schweizerischen Strafprozessordnung, die keine Prozesse nach dem Unmittelbarkeitsprinzip mehr vorsieht, in eine aus Strafrichtern und Laien zusammengesetzte und über Akteneinsicht verfügende Kammer des Strafgerichts umgewandelt.
Die Verwaltungsgerichtsbarkeit wird durch drei besondere Kammern des Appellationsgerichts, die als Verwaltungsgericht (Tribunale cantonale amministrativo), Versicherungsgericht (Tribunale cantonale delle assicurazioni) und als Steuergericht (Camera di diritto tributario) fungieren, sowie durch das Enteignungsgericht (Tribunale delle espropriazioni) ausgeübt.
Die Richter werden mit Ausnahme der vom Volk gewählten Friedensrichter vom Grossen Rat gewählt; ihre Amtszeit beträgt jeweils zehn Jahre. Die Aufsicht über die Richter wird durch den Richterrat (Consiglio della magistratura) ausgeübt, der sich aus vier vom Grossen Rat und drei von den vollamtlichen Richtern gewählten Personen zusammensetzt.
In Bellinzona hat ferner das Bundesstrafgericht (Tribunale penale federale) seinen Sitz.

### Gemeinden, Kreise und Bezirke
Die politischen Gemeinden (comuni; siehe Gemeinden des Kantons Tessin) sind im Rahmen des kantonalen Staats- und Verwaltungsrechts autonom. Sie erfüllen die allgemeinen öffentlichen Aufgaben auf lokaler Ebene.
Die Organisation der Gemeinden wird durch Art. 16–18 der Kantonsverfassung und durch das kantonale Gemeindegesetz (Legge organica comunale, LOC) vom 10. März 1987 geregelt. Die Exekutive einer Gemeinde wird Municipio genannt; sie setzt sich aus drei bis sieben Mitgliedern zusammen, inkl. dem Stadt- oder Gemeindepräsidenten (Sindaco). Die Legislative wird entweder durch die Gemeindeversammlung (Assemblea comunale), an der alle in der Gemeinde wohnhaften Stimmberechtigten teilnehmen, oder durch das Gemeindeparlament (Consiglio comunale) gebildet. Gemeinden mit mehr als 300 Einwohnern können ein Parlament mit mindestens 15 und höchstens 60 Mitgliedern wählen; Gemeinden mit mehr als 5000 Einwohnern müssen ein Parlament mit mindestens 30 Mitglieder wählen (Art. 42 LOC). Auch die meisten Gemeinden mit 300–5000 Einwohnern haben sich für ein Parlament entschieden. Die Proporzwahlen des Municipio und des Consiglio comunale finden alle vier Jahre im April statt. Die Kantonsregierung (Consiglio di Stato) legt für alle Gemeinden dasselbe Datum fest; nach einer Gemeindefusion findet die Wahl ausserhalb des normalen Vierjahresrhythmus statt (Art. 10 LOC).
Die Bürgergemeinden (patriziati) und die römisch-katholischen sowie evangelisch-reformierten Kirchgemeinden sind ebenfalls öffentlich-rechtlich anerkannt. Im Gegensatz zu anderen Kantonen können Bürgergemeinden, die inzwischen aufgelösten politischen Gemeinden entsprechen, bestehen bleiben. Ihre Hauptaufgabe liegt heute im kulturellen Bereich. Die L’Alleanza Patriziale (ALPA), eine privatrechtliche Organisation, vertritt die Interessen der Patriziati, der Tessiner Bürgergemeinden und umfasst 202 Bürgergemeinden mit insgesamt 90’000 Bürgerinnen und Bürgern (patrizi).
Die Kreise (circoli) sind heute lediglich noch Friedensrichtersprengel. Im Rahmen der Verwaltung spielen sie keine Rolle mehr und werden dementsprechend in der Kantonsverfassung von 1997 nicht mehr erwähnt.
Die Bezirke (distretti), die weitgehend mit den verschiedenen Land- und Talschaften des Tessins identisch sind, dienen laut Verfassung der Verwaltungsdezentralisation. In der Praxis spielen sie aber nur eine ganz marginale Rolle und haben deshalb in erster Linie identitätsstiftende Funktion.

### Vertretung auf Bundesebene
Der Kanton Tessin hat acht Sitze im Nationalrat und zwei im Ständerat.

## Wirtschaft

### Einkommen und Erwerbssektoren
2011 betrug das Bruttoinlandprodukt (BIP) pro Einwohner 80'400 Schweizer Franken. 2022 wurde ein Bruttoinlandsprodukt von 36 Milliarden Franken erbracht (Platz 8 unter den 26 Kantonen). Mit einem Bruttoinlandsprodukt pro Kopf von 102'190 Franken belegte der Kanton in diesem Jahr Platz 6. 2012 wurden 212'679 Beschäftigte im Kanton Tessin gezählt, wovon 3'397 auf den primären (Urproduktion), 51'394 auf den sekundären (Industrie) und 157'888 auf den tertiären Sektor (Dienstleistung) entfielen. 33'311 Arbeitsstätten wurden 2012 im Kanton gezählt (davon 1'263 im primären, 5'009 im sekundären und 27'039 im tertiären Sektor). Die Arbeitslosenquote bezifferte sich per 30. Juni 2021 auf 2,8 Prozent gegenüber 2,8 Prozent auf eidgenössischer Ebene.

### Tourismus

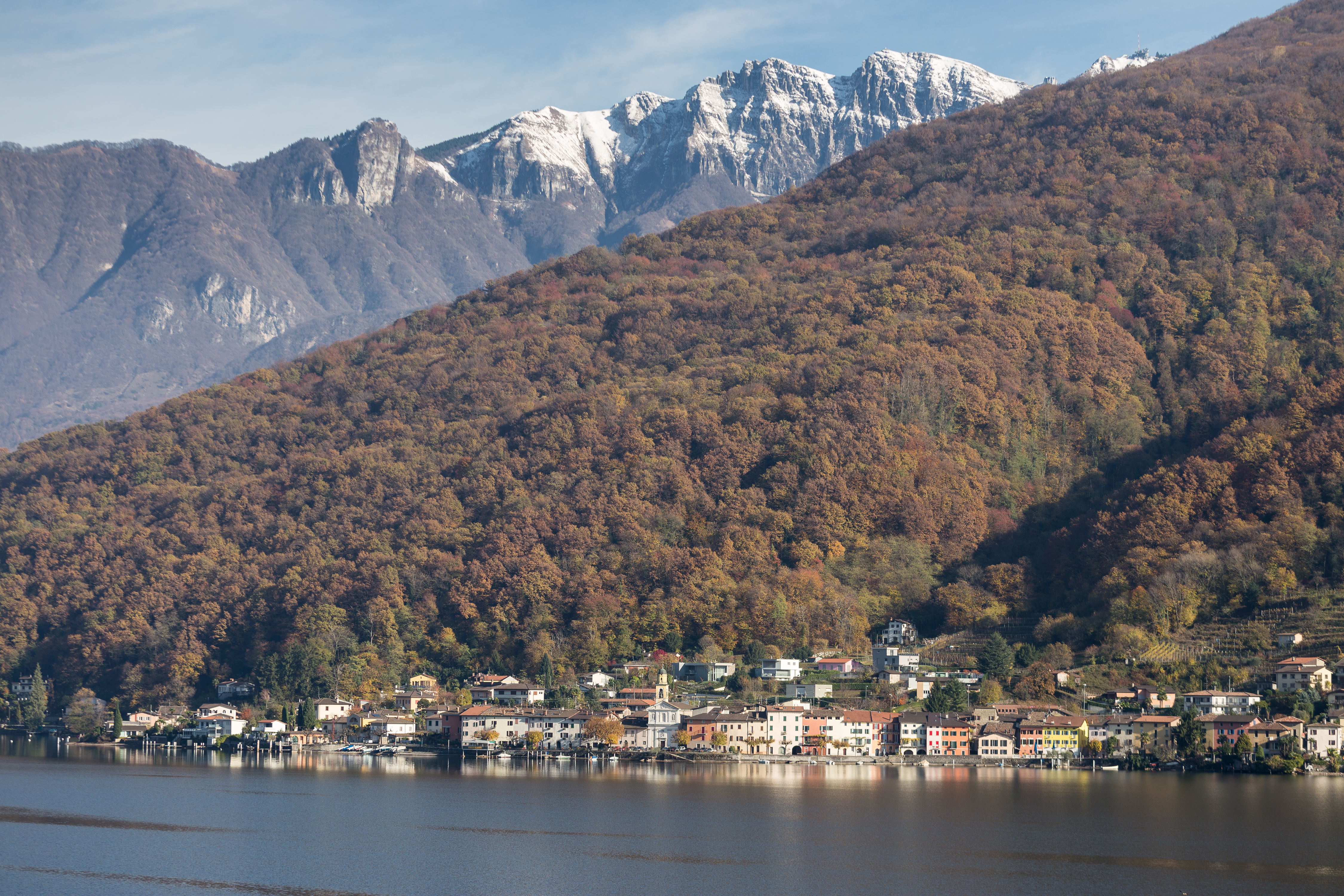
Brusino Arsizio am Luganersee

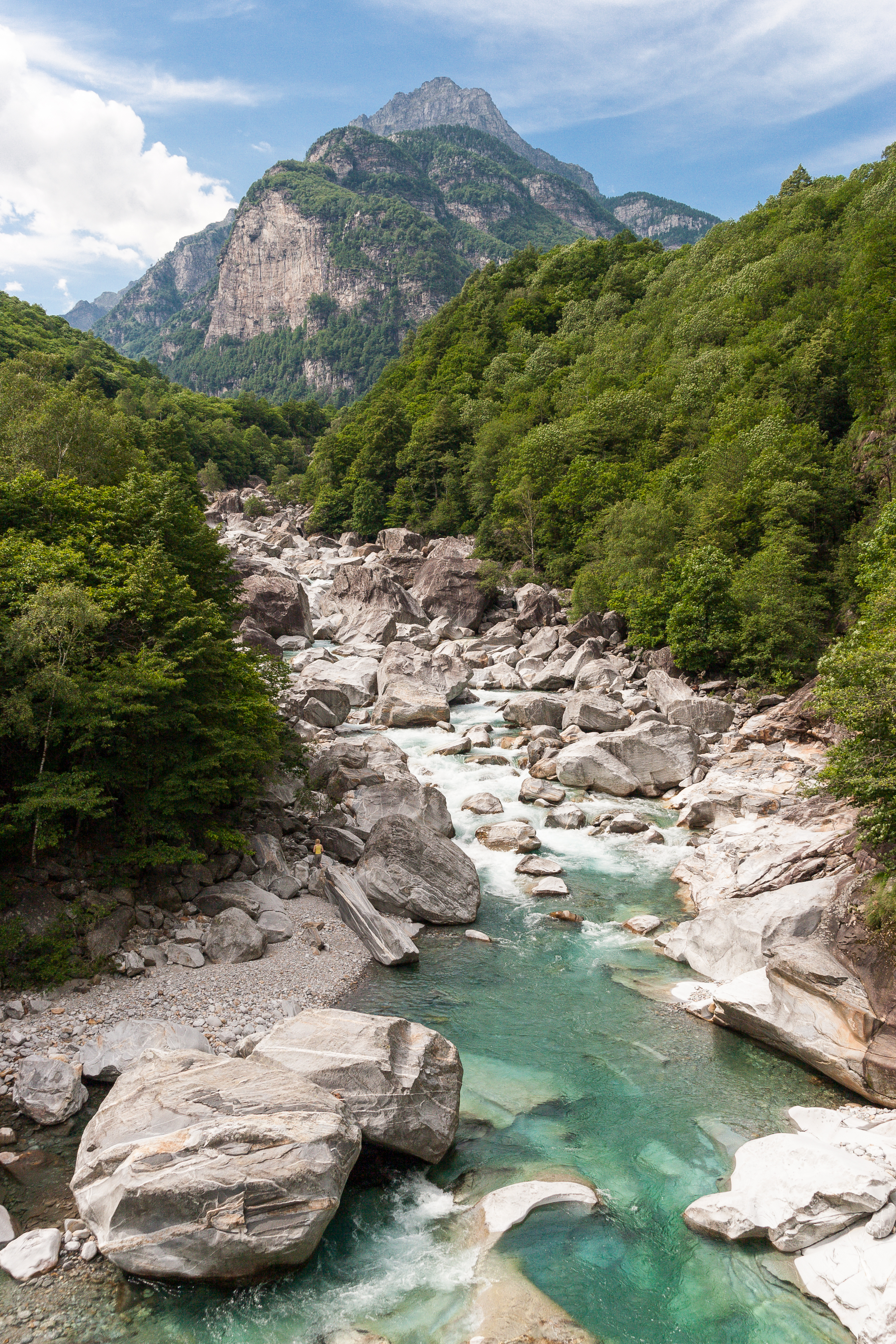
Verzascatal

Viele Besucher, vor allem aus der Deutschschweiz und aus Deutschland, kommen in das Tessin, um die schöne Landschaft, das mediterrane Klima und das italienische Flair, kombiniert mit schweizerischen Sekundärtugenden wie Zuverlässigkeit und Qualitätsbewusstsein, zu geniessen. 2012 kamen 21,3 Millionen Gäste, davon waren 58 Prozent Übernachtungsgäste, 20 Prozent Tagesgäste und 22 Prozent andere Personen (Shopping, Casino, Transit). In Ferienwohnungen, Ferienhäusern und Rustici (Zweitwohnungen) werden 36 Prozent der Übernachtungen generiert, was für die lokale Wirtschaft jeweils von Bedeutung ist.
Der Kanton, besonders im ländlichen Raum, ist relativ stark vom Tourismus abhängig, 12 Prozent der Beschäftigten in 183'500 Vollzeitstellen arbeiteten in diesem Sektor und erwirtschafteten 2012 2,725 Milliarden Schweizer Franken, was 9,6 Prozent des kantonalen Bruttoinlandproduktes entsprach; schweizweit waren es nur 2,6 Prozent. 2017 gab es im Kanton südlich der Alpen 1'802 Restaurants und 425 Hotels, die 2'455'099 Übernachtungen generierten. Die Anzahl der Hotelübernachtungen ist seit 2016 erstmals wieder leicht angestiegen, nachdem sie 1987 noch 3'367'802 Übernachtungen betragen hatte. Zur Erholung und Verbesserung der Tourismuszahlen haben vor allem die Reform der lokalen und kantonalen Tourismusorganisationen, die Einführung des Ticinotickets für Hotelgäste und die Eröffnung des Gotthard-Basistunnels beigetragen.
Der Lago Maggiore, der Luganersee, die Städte Bellinzona, Locarno, Ascona und Lugano zählen zu den wichtigsten touristischen Zentren. Hinzu kommen viele Berge, Täler, Dörfer und Weiler, die meist noch nicht von Touristen überrannt sind und viel von ihrem ursprünglichen Charme mit einfacher Bauweise und ländlicher, ruhigerer Lebensart erhalten haben.
Das Foxtown, ein Ladenzentrum mit 160 Läden und 250 Marken, das sieben Tage pro Woche geöffnet hat und nördlich von Mendrisio liegt, zieht Shoppingtouristen aus nah und fern an. Am Luganersee liegt die italienische Exklave Campione d’Italia, die für ihr Spielcasino bekannt ist, das weitherum sichtbar ist und vom Tessiner Architekten Mario Botta geplant und 2007 neu gebaut wurde. Im Juli 2018 ging dieses Casino in Konkurs; im Januar 2022 wurde es wieder eröffnet.

### Verkehr
Der Kanton führte seit seiner Gründung einen «Kampf» gegen die geographische Isolierung vom Rest des Landes und brachte enorme finanzielle Opfer für den Ausbau der Passstrassen; dabei blieb er lange machtlos gegen die witterungsbedingten Schliessungen der Alpenübergänge während der Winterzeit.
Mit der Eröffnung des Gotthard-Bahntunnels 1882 wurde erstmals eine ganzjährige Verbindung des Kantons mit der restlichen Schweiz geschaffen. In der zweiten Hälfte des 20. Jahrhunderts folgten zwei schneefreie Strassenverbindungen, nämlich der am 1. Dezember 1967 eröffnete San-Bernardino-Strassentunnel im Nachbarkanton Graubünden und der am 5. September 1980 dem Verkehr übergebene Gotthard-Strassentunnel.
Seit 2016 befindet sich der 57 km lange Gotthard-Eisenbahn-Basistunnel im Betrieb, der die Fahrtzeit von Zürich nach Mailand um ca. eine Stunde auf 2 h 40 min verkürzt und damit eine konkurrenzfähige Alternative zum Flugzeug und zum Auto geworden ist. Seit seiner Fertigstellung 2016 ist er der längste Eisenbahntunnel der Welt und soll die mit dem wachsenden Güter- und Personenverkehr überforderten Gotthard-Strassentunnel und Gotthard-Bahntunnel entlasten.
Im Jahr 2023 lag der Motorisierungsgrad (Personenkraftwagen pro 1000 Einwohner) bei 626.

### Weinbau
Die Böden und klimatischen Bedingungen sind im Tessin in zwei Teile zu trennen, zwischen denen der Monte Ceneri steht. Nördlich und südlich des über 500 Meter hohen Passes gibt es Unterschiede in den Luftströmungen und den Geländebeschaffenheiten. Im Norden sind die Böden leicht, sandig und wasserdurchlässig. Im Süden dagegen ist der Boden schwerer und fruchtbarer. Beide enthalten jedoch die für die Mineralienversorgung der Trauben wichtigen kalkhaltigen Sedimente. Das Tessin ist zu Recht eines der bekanntesten und trotz seiner geringen Grösse wichtigen Weinbaugebiete Europas.
In den 1980er-Jahren erlebte der Weinbau im Tessin einen grossen Aufschwung, zu verdanken vor allem einigen fortschrittlichen Winzern, die für Qualität mit beschränkter Anbaumenge eintraten und innovative Weinbaumethoden publizierten. Ein kleiner Teil der Anbaufläche wird noch für Amerikaner-Reben genutzt, aus denen Traubensaft und Grappa hergestellt werden.
Im Jahr 2020 wurde in der gesamten Landwirtschaft des Kantons 24,1 Prozent der landwirtschaftlichen Nutzfläche durch 167 Betriebe biologisch bewirtschaftet.

### Goldverarbeitung
Das Kanton Tessin ist weltweit für die Goldverarbeitung bekannt. Vier der sieben größten Goldraffinerien der Welt befinden sich in der Schweiz, drei davon in Tessin. Ein Standortvorteil ist die Nähe zu Norditalien, einem historischen Zentrum der Schmuckindustrie. Das in den Tessiner Raffinerien verarbeitete Gold stammt sowohl aus Minen verschiedener Kontinente, darunter Südafrika, als auch aus ausgewählten Altgoldquellen aus Handelsstandorten wie London und wird im Kanton Tessin weiterverarbeitet. Die Betriebe der Region sind dafür bekannt hochreine Goldprodukte zu produzieren. Die Raffinerien der Region sind für die Herstellung von Gold mit einem Reinheitsgrad von bis zu 99,99 % bekannt und setzen zunehmend auf Rückverfolgbarkeit, um die Herkunft des Edelmetalls lückenlos nachzuweisen.

## Bildung und Kultur

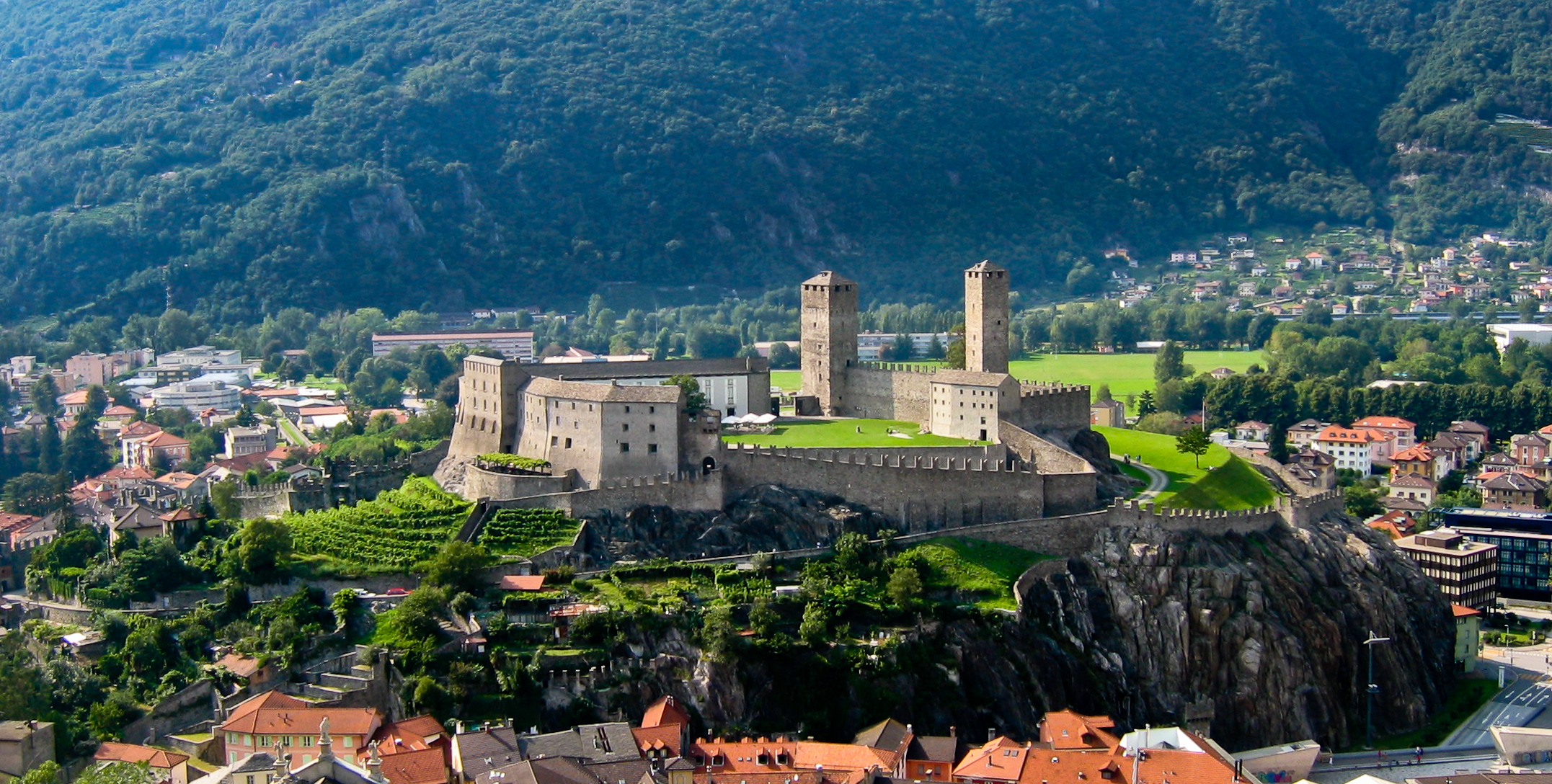
Castelgrande, Bellinzona

Die Verfassung des Kantons bestimmt in Titel I, Art. 1, Satz 1: «Der Kanton Tessin ist eine demokratische Republik italienischer Kultur und Sprache.»

### Bildung
Im Kanton Tessin sind neun Schuljahre Pflicht. Das durchschnittliche Einschulungsalter liegt bei sechs Jahren. Die Schulzeit teilt sich in fünf Jahre scuola elementare (Primarschule) und vier Jahre scuola media (Mittelschule) auf. Hat ein Schüler diese neun Schuljahre absolviert, kann er freiwillig das liceo, das dem Gymnasium entspricht, oder ähnliche Schularten besuchen. Ab dem 15. Lebensalter darf eine Person eine Arbeit suchen.
Das Tessin besitzt eine Universität, die allerdings nicht als Volluniversität ausgestaltet ist, mit drei Fakultäten der Kommunikations-, Wirtschaftswissenschaften und Informatik in Lugano sowie einer Architekturfakultät in Mendrisio. Die Universität der italienischen Schweiz (USI) hat etwa 3000 Studierende. Ferner werden Fachhochschulstudien an der Scuola universitaria professionale della Svizzera italiana (SUPSI) angeboten.

### Kultur
Seit 1985 findet Ende Juni das zehntägige New Orleans Jazzfestival in Ascona statt, das nun den Namen JazzAscona trägt. Mitte Juli finden Grosskonzerte unter dem Namen Moon&Stars auf der Piazza Grande von Locarno statt, die mehrere tausend Personen anziehen. Jeweils im August findet seit 1946 das zehntägige Locarno Festival statt, auf dem der «Goldene Leopard» auf der Piazza Grande verliehen wird.

## Geschichte

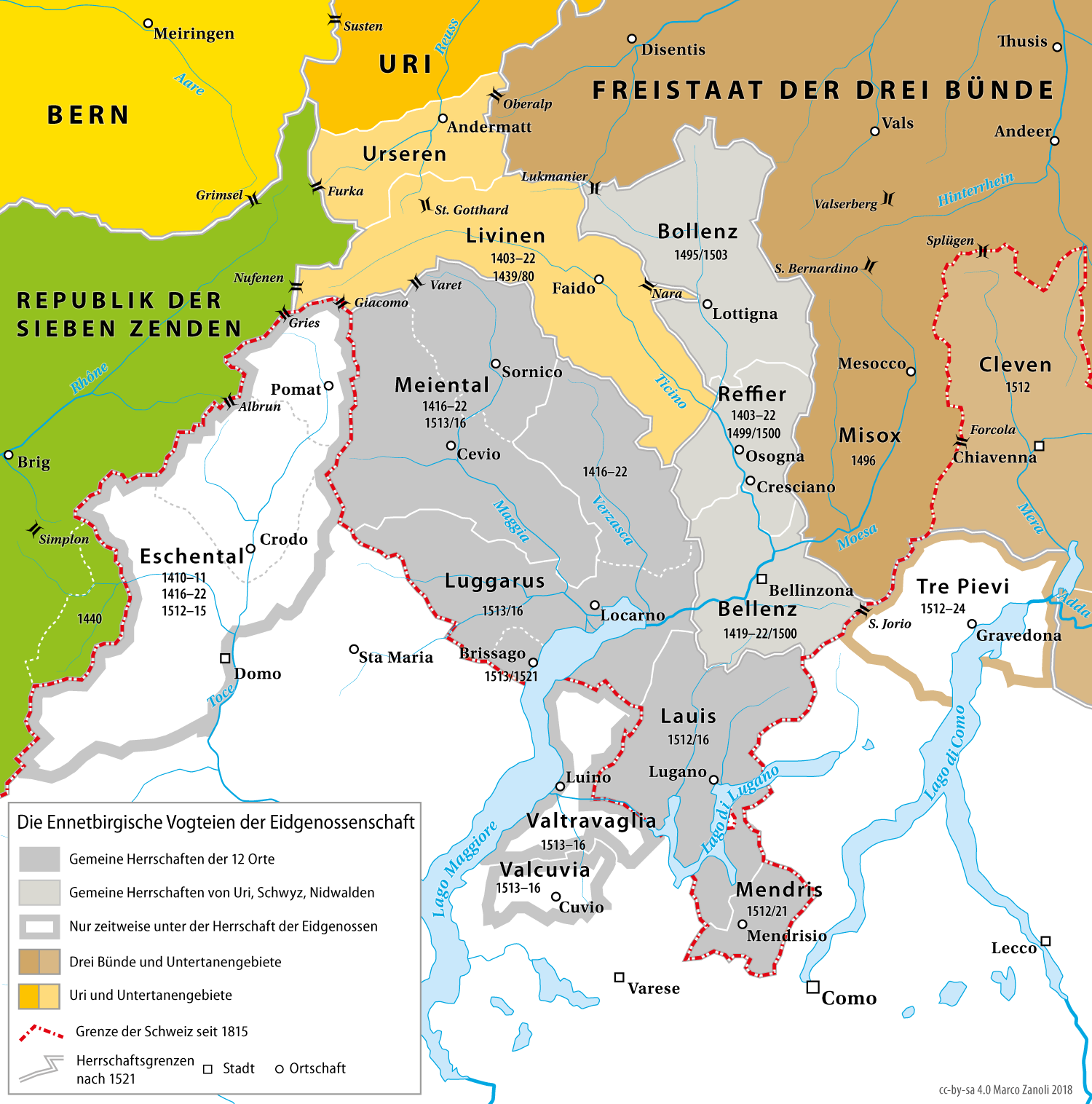
Karte der ennetbirgischen Vogteien der Alten Eidgenossenschaft

Im Mittelalter wurde das Gebiet des heutigen Kantons Tessin von den Herzögen von Mailand beherrscht (→ Geschichte Mailands). Die Eidgenossen errangen ihre Vorherrschaft in den südlichen Alpentälern während der sog. Ennetbirgischen Feldzüge zwischen 1403 und 1515; die Gebiete ausser Livinen (Leventina), das Uri untertan war, wurden Gemeine Herrschaften der gesamten Alten Eidgenossenschaft (ausser Appenzell).
Mit dem Einrücken französischer Revolutionstruppen 1798 ins Gebiet der Eidgenossenschaft endete der Untertanen-Status des Tessins. Von Napoleon Bonaparte vor die Wahl gestellt, zur Lombardei oder zur «Helvetischen Republik» zu gehören, schufen die Tessiner die Parole liberi e svizzeri. Das Tessin wurde zur Mediationszeit 1803 zum vollwertigen Schweizer Kanton aufgewertet, es löste die 1798 gegründeten helvetischen Kantone Bellinzona und Lugano ab. 
Die innere Geschichte des damals jungen Kantons blieb jedoch infolge des Gegensatzes zwischen den Klerikalen, die im Sopraceneri, und den Liberalen, die im Sottoceneri die entschiedene Mehrheit besassen, bewegt. Durch innere Auseinandersetzungen und Vermittlung oder Einschreiten der Bundesbehörden mussten im Verlauf des 19. Jahrhunderts diverse Konflikte zwischen beiden Gruppen gelöst werden (vgl. Kulturkampf in der Schweiz).

## Verwaltungsgliederung

### Politische Gemeinden
Der Kanton Tessin umfasst 106 politische Gemeinden (Stand 10. April 2022). Der Tessiner Staatsrat beabsichtigte ursprünglich, die Anzahl der Gemeinden bis 2020 von 135 auf 23 zu reduzieren (vergleichbar mit der Glarner Gemeindereform).
Nachfolgend aufgelistet sind die bevölkerungsreichsten politischen Gemeinden des Tessins mit über 5'000 Einwohnern per 31. Dezember 2023:
| Politische Gemeinde  | Einwohner |
| -------------------- | --------- |
| Lugano               | 63'495    |
| Bellinzona, Hauptort | 44'743    |
| Locarno              | 16'394    |
| Mendrisio            | 15'068    |
| Minusio              | 7'421     |
| Chiasso              | 7'420     |
| Capriasca            | 6'740     |
| Losone               | 6'713     |
| Massagno             | 6'575     |
| Biasca               | 6'110     |
| Ascona               | 5'436     |
| Gambarogno           | 5'076     |

### Bezirke

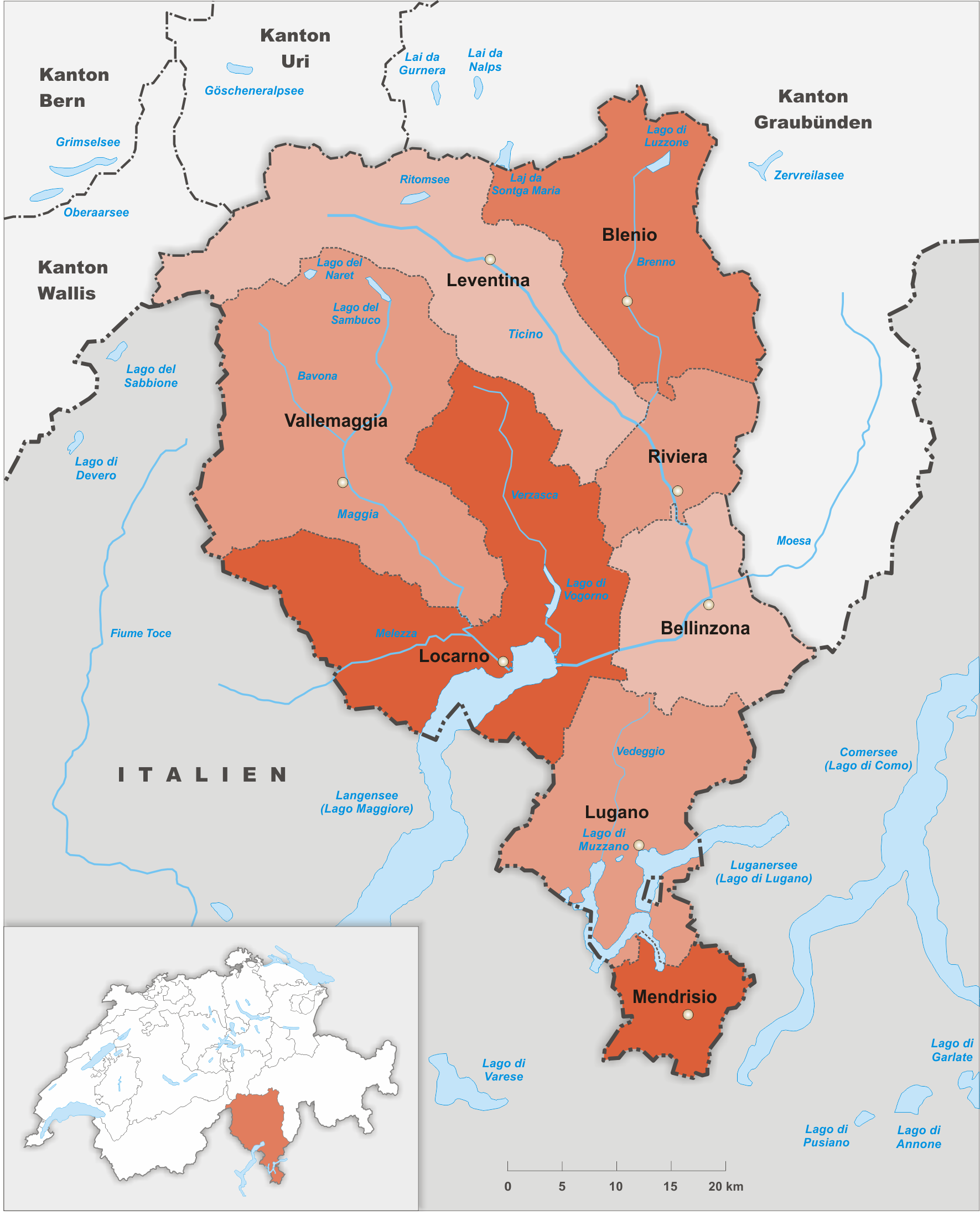
Bezirke des Kantons Tessin

Der Kanton Tessin ist in acht Bezirke (distretti) eingeteilt, diese wiederum in 38 Kreise (circoli):
| Bezirk      | Einwohner (31. Dezember 2023) | Fläche in km² | Hauptort   | BFS-Nr. |
| ----------- | ----------------------------- | ------------- | ---------- | ------- |
| Bellinzona  | 057'616                       | 226.33        | Bellinzona | 2101    |
| Blenio      | 05595                         | 360.58        | Acquarossa | 2102    |
| Leventina   | 08680                         | 479.53        | Faido      | 2103    |
| Locarno     | 064'597                       | 550.78        | Locarno    | 2104    |
| Lugano      | 154'448                       | 307.95        | Lugano     | 2105    |
| Mendrisio   | 050'352                       | 100.76        | Mendrisio  | 2106    |
| Riviera     | 010'398                       | 145.62        | Riviera    | 2107    |
| Vallemaggia | 06034                         | 569.39        | Cevio      | 2108    |
| Gesamt (8)  | 357'720                       | 2812.160      | Bellinzona |         |

## Trivia
Zur Bundestagswahl 1972 produzierte der politische Grafiker Klaus Staeck sein ironisches politisches Plakat Deutsche Arbeiter! Die SPD will euch eure Villen im Tessin wegnehmen. Das Plakat erreichte eine Druckauflage von 75'000 Exemplaren und ist das bekannteste von Staecks Motiven.